# Шётле, Элмер
Элмер Шётле (англ. Elmer Schoettle; 16 июля 1910, Канзас-Сити, Миссури — 11 сентября 1973, Хьюстон) — американский композитор и пианист.
Сын музыкального педагога Густава Шётле. Начал заниматься фортепиано в пять лет под руководством отца, работавшего в этот период в Де-Мойне. С десятилетнего возраста гастролировал как пианист в составе фортепианного дуэта со своей младшей сестрой Луизой. В пятнадцатилетнем возрасте Шётле начал изучать композицию и теорию в Чикаго (в том числе у Лео Сауэрби и Хуго Корчака), а затем в Нью-Йорке (в том числе у Уоллингфорда Риггера и Робера Шмитца). В 1927 г. гастролировал во Франции как пианист. По возвращении в США обосновался в Денвере, преподавал частным образом. Выступал в дуэте со своей ученицей, пианисткой Мэри Стрит, на которой в итоге женился. С 1951 г. профессор Хьюстонского университета; среди его учеников, в частности, Айвар Михашофф. Умер от карциномы.
Среди основных произведений Шётле — Концерт для двух фортепиано с оркестром (1952), фортепианное трио (1962), Фантазия для струнных (1964, записана Хьюстонским симфоническим оркестром под управлением Джона Барбиролли).